# Tejada (Huelva)
Tejada es una antigua ciudad situada en el lugar hoy también conocido como Aldea de Tejada o Tejada La Nueva, entre los términos municipales de Escacena del Campo y Paterna del Campo. En el pasado desempeñó un papel relevante a nivel regional, constituyendo el centro político y de influencia socioeconómica de un extenso territorio con límites cambiantes a lo largo de la historia, que comprende, fundamentalmente la comarca conocida hoy en día conocida como Campo de Tejada (37°26′54″N 6°21′56″O / 37.44838180738029, -6.365539359467001).